# Browning Arms Company
Browning Arms Company (originalmente John Moses and Matthew Sandifer Browning Company) é um fabricante de armas de fogo e equipamento de pesca. Fundada em Ogden, Utah, a empresa oferece uma grande variedade de armas de fogo, incluindo espingardas, rifles, e pistolas. Outros bens esportivos fabricados incluem arcos desportivos, facas, vara de pesca, molinetes, cofres para armas, arcos esportivos, facas e bicicletas.

## Histórico

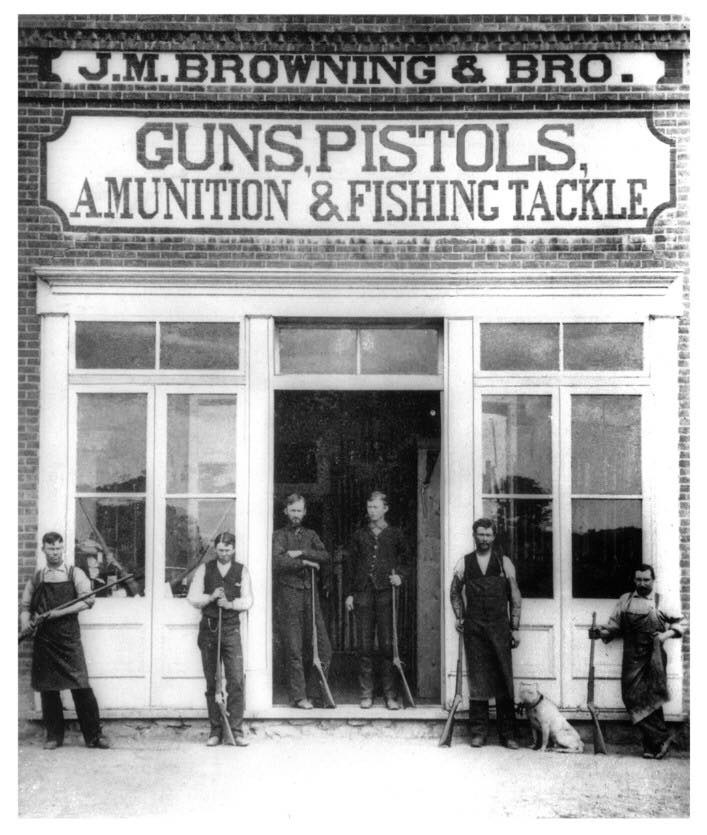
A Browning Gun Shop, em Ogden 1882.

A empresa foi fundada em 1927, para comercializar os projetos desportivos (não-militares) de John Browning, um dos inventores de armas de fogo mais prolíficos do mundo. Quase todos os projetos inovadores de John Browning foram fabricados sob a licença por outras companhias, incluindo Winchester, Colt, Remington, FN Herstal, e Miroku. A Browning é atualmente uma subsidiária da FN Herstal.
A Browning Arms Company é mais conhecido pela espingarda Browning BPS, o rifle A-Bolt, o rifle X-Bolt, a Auto-5 uma escopeta semiautomática,o  BAR rifle semiautomático e a pistola Hi-Power de 9mm. A Browning também fabrica um conjunto de escopetas de tiro ao prato na série Cynergy. A Browning também vende outros produtos esportivos associados, tais como: cofres para armas, facas, acessórios de tiro e roupas.

## Armas de fogo

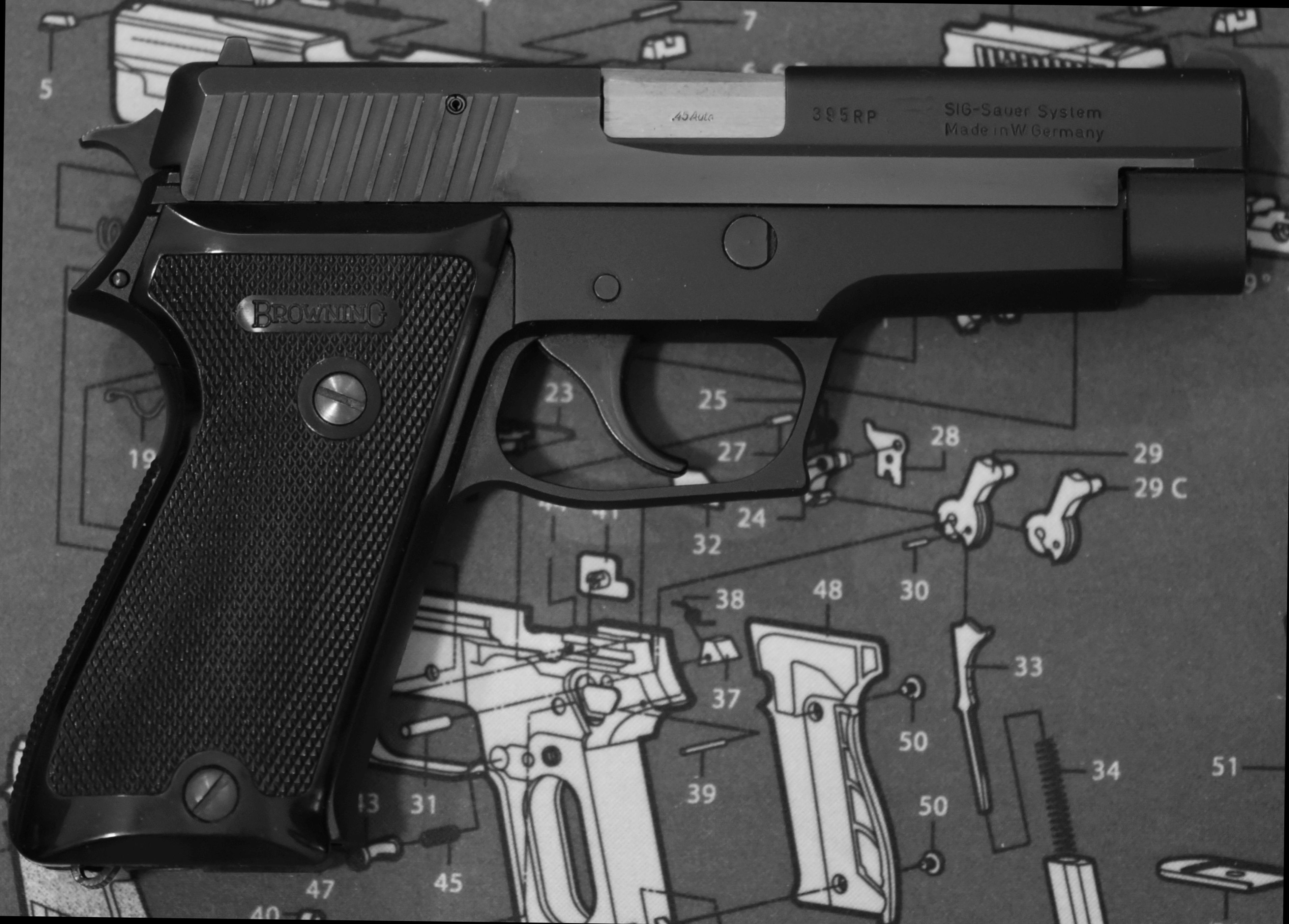
Browning BDA 45

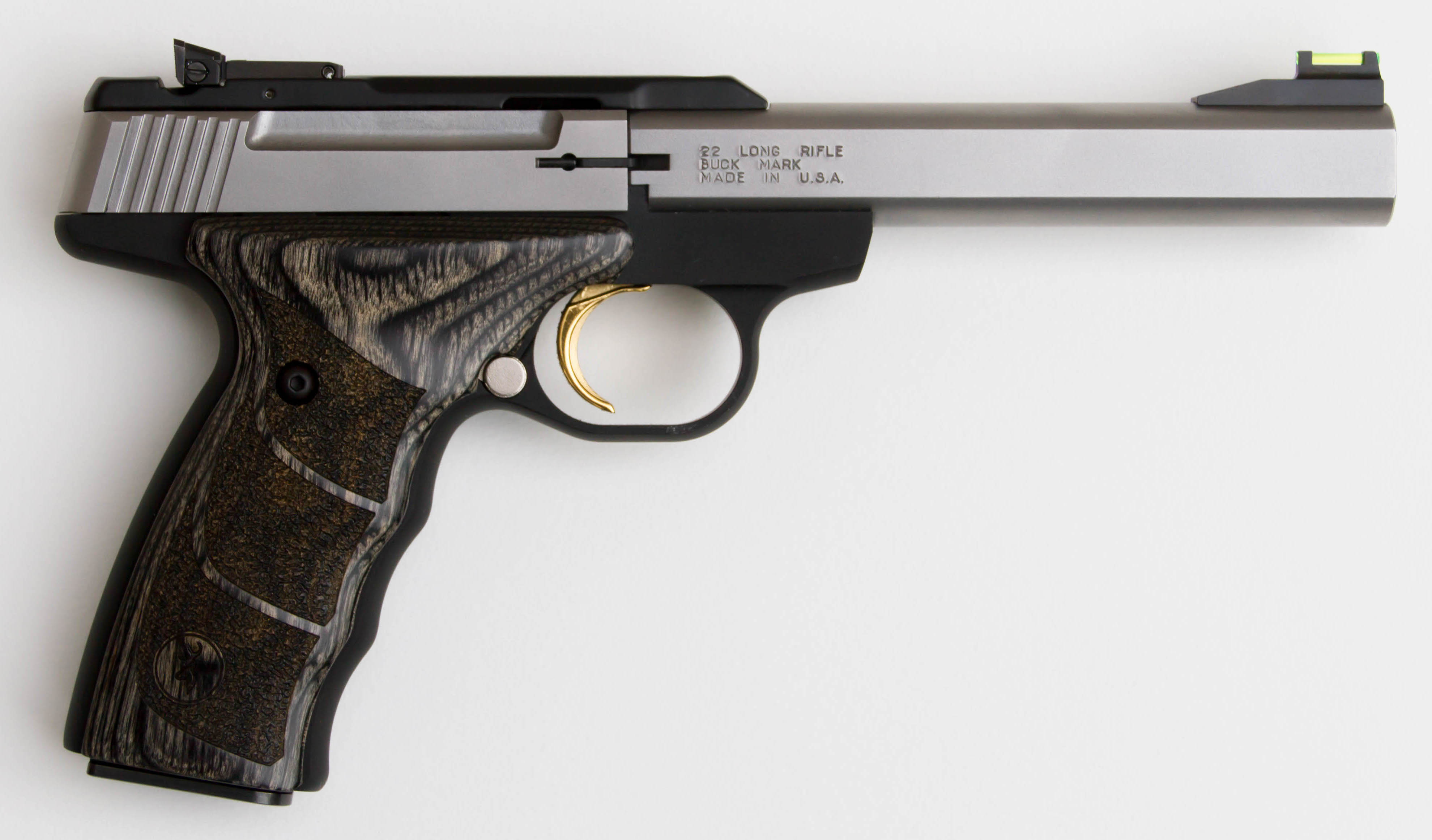
Browning Buck Mark .22LR

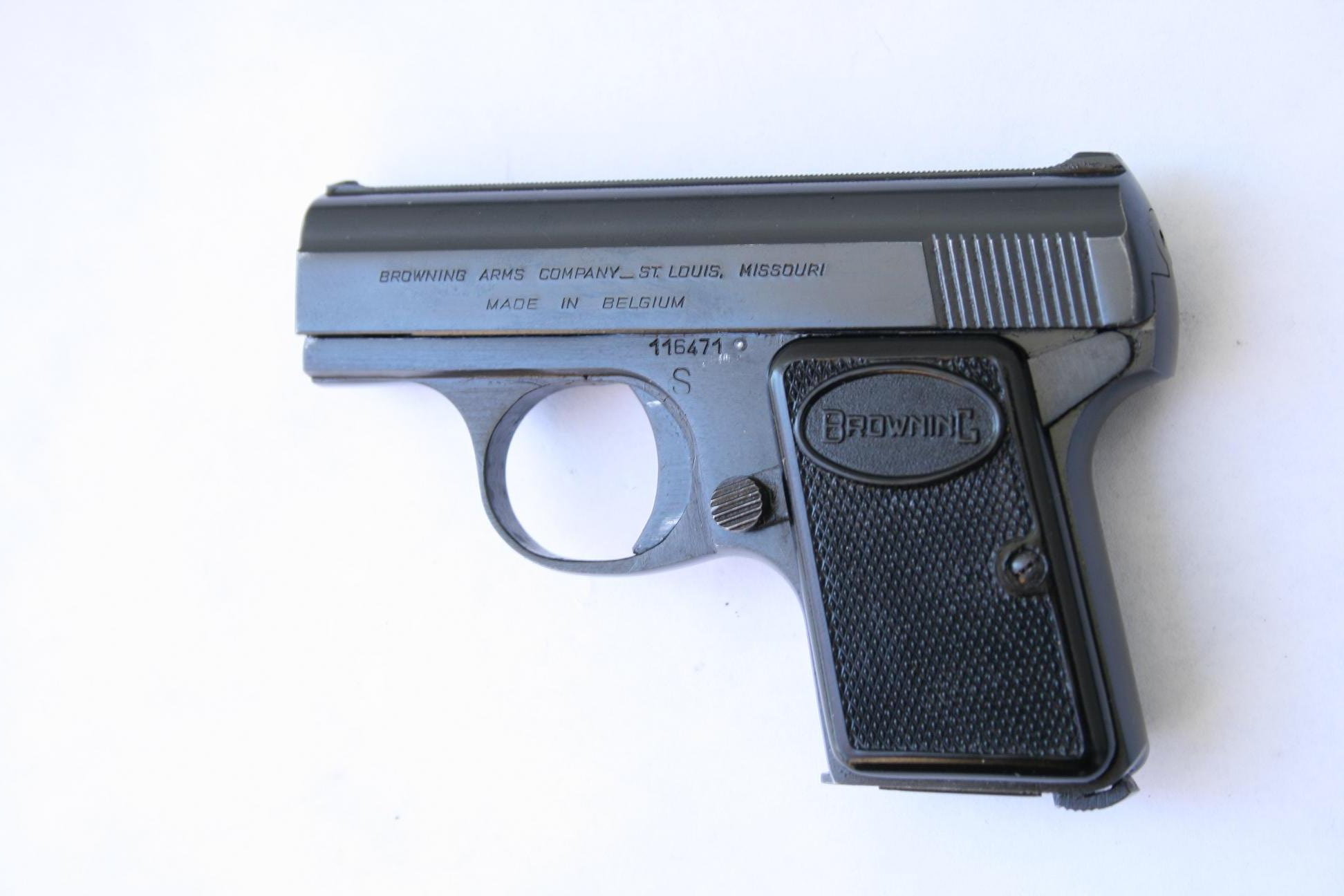
Baby Browning .25/6.35 mm

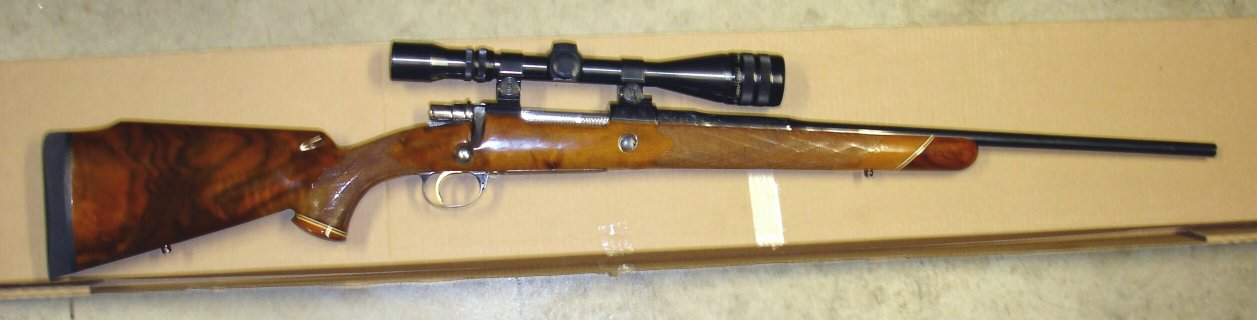
Browning Safari model made in Belgium in .270 Winchester

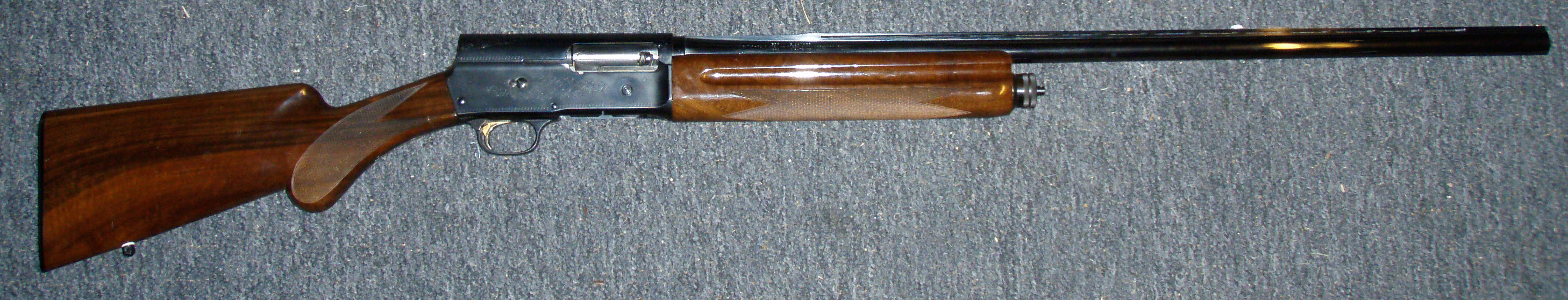
Browning Auto-5 20g Mag

### Pistolas
- Browning BDM
- Browning Hi-Power
- Browning Hi-Power BDA
- Browning Buck Mark
- Browning BDA Handguns
- Browning BDA 380

### Fuzis

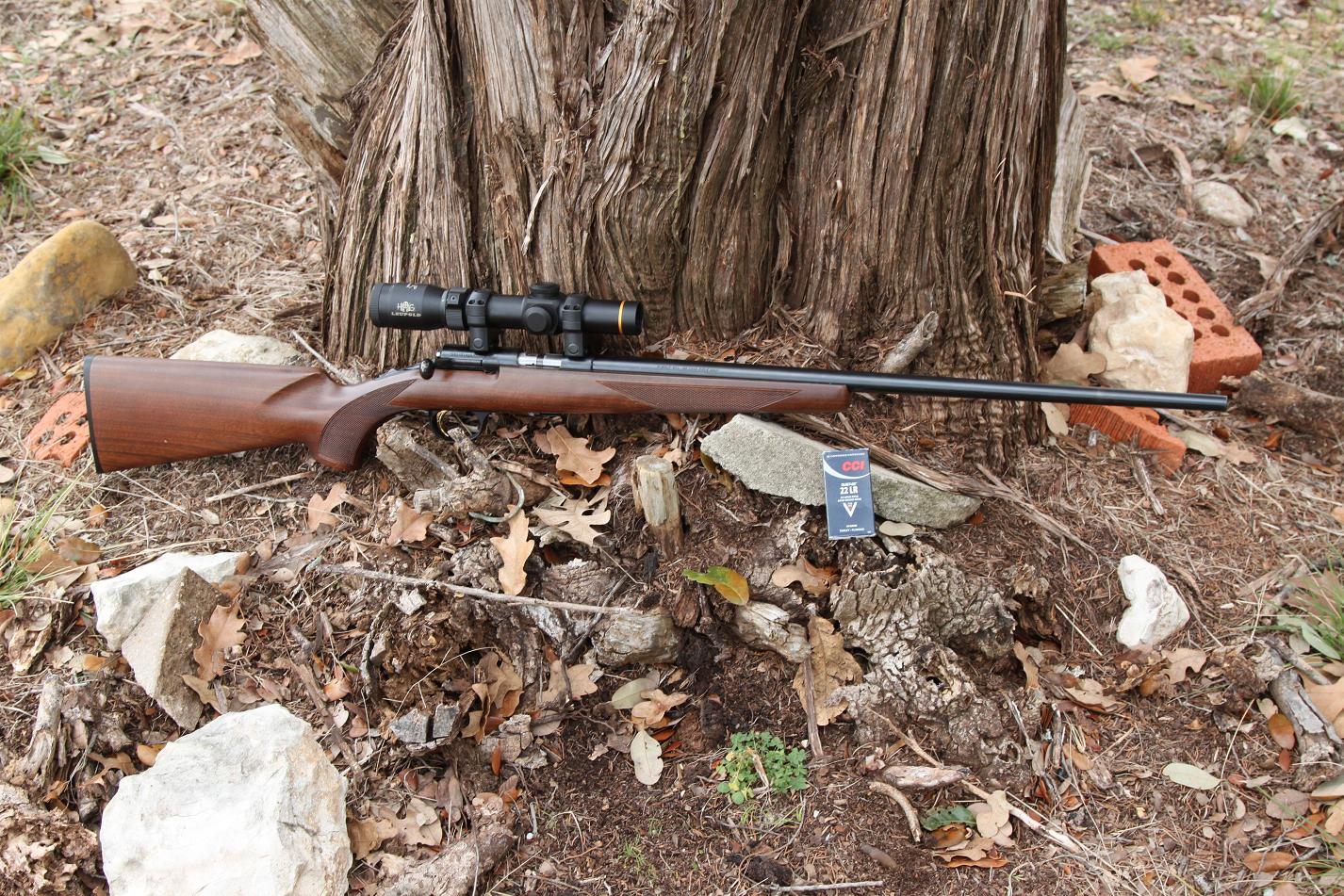
Browning T-Bolt .22 Long Rifle

- Browning X-Bolt
- Browning A-Bolt
- Browning BLR
- Browning BAR
- Browning BL-22
- Browning Semi Auto 22 (SA-22)
- Browning T-Bolt in .22LR, .22 WMR and .17 HMR
- Browning M-92 lever-action

### Espingardas
- Browning Auto-5 (recuo operado)
- Browning B-2000
- Browning Silver
- Browning Maxus
- Browning BPS
- Cynergy
- Browning Citori
- Browning Superposed
- BT-99
- BT-100
- Browning Recoilless
- Gold
- B-80
- A-500
- Lightning

## Calçados
Browning introduziu uma linha de botas para caça em 1968 e continuou a projetar e fabricar calçados por meio de fornecedores externos até 2001. Naquele ano, um acordo de licença foi alcançado com a empresa H.H. Brown Shoe Company, com sede em Connecticut, uma subsidiária de Berkshire Hathaway, para fabricar o calçado Browning.
A linha de produtos incluiu a coleção de John M. Browning, a série do campo e do jogo, e as linhas ostentando e as aves aquáticas. A linha cresceu para incluir botas de couro Kangaroo, botas de borracha e botas de água, e botas de campo upland.